# Psychoda simillima
Psychoda simillima är en tvåvingeart som beskrevs av Tonnoir 1929. Psychoda simillima ingår i släktet Psychoda och familjen fjärilsmyggor. Inga underarter finns listade i Catalogue of Life.